# Ruth Hale
Ruth Hale (Rogersville, 1887 – New York, 18 settembre 1934) è stata una giornalista e attivista statunitense che lavorò per i diritti delle donne a New York nel periodo prima e dopo la prima guerra mondiale. Era sposata con il giornalista Heywood Broun ed era un'associata della Tavola rotonda dell'Algonquin.
La Hale fu la fondatrice della Lucy Stone League, un'organizzazione il cui motto era "Il mio nome è il simbolo della mia identità e non deve essere perso". La sua causa la portò a lottare affinché le donne potessero conservare legalmente il loro cognome da nubile dopo il matrimonio. Contestò in tribunale qualsiasi editto del governo che non riconoscesse una donna sposata con il nome che aveva scelto di usare.

## Primi anni
La Hale nacque a Rogersville, nel Tennessee, nel 1887. Suo fratello minore, Richard Hale, anch'egli nato in città, in seguito divenne un cantante e poi un attore caratterista di Hollywood. All'età di 13 anni entrò all'Hollins Institute (oggi Hollins University) a Roanoke, in Virginia. Tre anni dopo, partì per frequentare la Drexel Academy of Fine Art (oggi Drexel University) a Filadelfia, dove studiò pittura e scultura, ma la scrittura era la sua vera vocazione.

## Carriera nel giornalismo
Quando compì 18 anni divenne giornalista a Washington, scrivendo per il sindacato Hearst. Era una scrittrice e una socialite ricercata e partecipava alle feste alla Casa Bianca quando il presidente Woodrow Wilson era in carica. Lavorò al Washington Post fino a quando tornò a Filadelfia per diventare critico teatrale per il Philadelphia Public Ledger. La Hale si dilettava anche nella scrittura sportiva, cosa insolita per le donne all'epoca.
Si trasferì a New York intorno al 1915 e divenne una scrittrice di lungometraggi per il New York Times, Vogue e Vanity Fair. Recitò anche per qualche tempo, apparendo a Broadway tre volte nella sua vita.

## Matrimonio e famiglia
Fu presentata a Heywood Broun, un famoso editorialista di giornali e giornalista sportivo, a una partita di baseball dei New York Giants al Polo Grounds: si sposarono il 6 giugno 1917. Quando Broun fu inviato in Francia per riferire sulla guerra, la Hale andò con lui, scrivendo per l'edizione parigina del Chicago Tribune.
Nel 1918 Ruth diede alla luce il suo unico figlio, Heywood Hale Broun, a New York.

## Diritti delle donne e altro attivismo
All'inizio del 1921 prese posizione presso il Dipartimento di Stato degli Stati Uniti d'America, chiedendo che le fosse rilasciato un passaporto come "Ruth Hale", non come "Mrs. Heywood Broun". Ma il governo rifiutò; a nessuna donna era stato dato un passaporto con il suo cognome da nubile fino a quel momento. Non riuscì superare la burocrazia e il governo rilasciò il suo passaporto con la scritta "Ruth Hale, nota anche come la signora Heywood Broun". Rifiutò di accettare il passaporto e annullò il suo viaggio in Francia, così come suo marito.

Nel maggio 1921 si credeva che la Hale fosse la prima donna sposata a ricevere un atto immobiliare a suo nome per un condominio nell'Upper West Side di Manhattan. Non molto tempo dopo fu scelta per essere presidente della Lucy Stone League, un gruppo che fondò sulla base della decisione di Lucy Stone di mantenere il suo cognome da nubile dopo il matrimonio. Il gruppo scelse anche Rose Falls Bres come consulente legale. La signora Bres, che presto sarebbe stata nominata presidente della National Association of Women Lawyers, era stata l'avvocato della Hale durante la sua battaglia con il Dipartimento di Stato. Heywood Broun era tra gli uomini presenti e sostenne sua moglie nei suoi sforzi. Secondo Lucy Stoner erano Jane Grant, moglie di Harold Ross, il fondatore del The New Yorker e Beatrice Kaufman, moglie del drammaturgo George S. Kaufman.

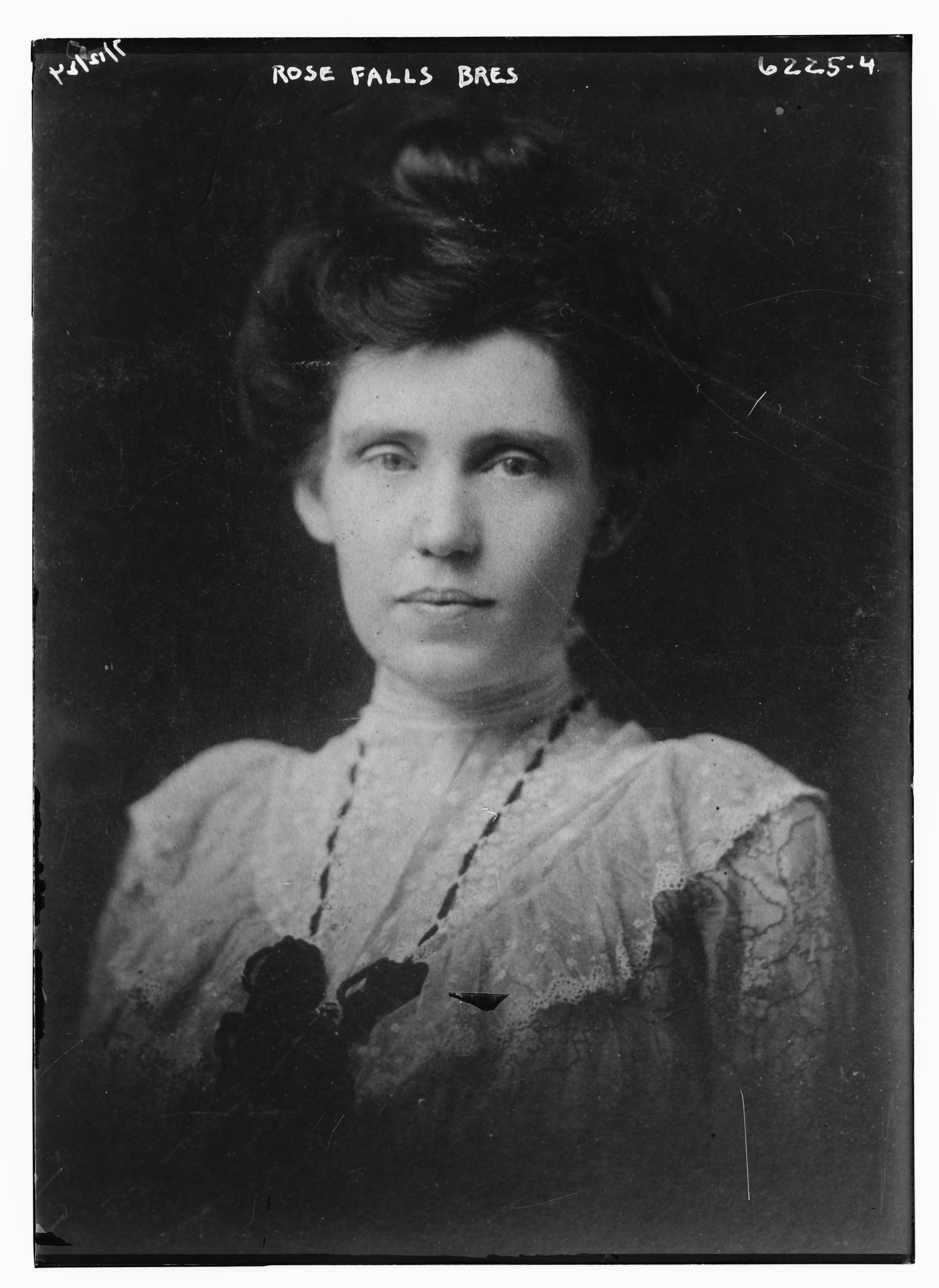
Rose Falls Bres in 1924

La Hale e Broun acquistarono una fattoria a Stamford, nel Connecticut, ma risiedevano in case separate. Iniziò a dedicare più tempo alle cause dei diritti delle donne e meno tempo al giornalismo.
Nell'agosto 1927 assunse un ruolo di primo piano nella protesta contro le esecuzioni degli anarchici e accusati di assassinio Sacco e Vanzetti. Si recò a Boston come parte del comitato di difesa, insieme a Dorothy Parker e John Dos Passos, ma gli uomini furono messi a morte per le loro feroci proteste. La campagna ebbe su di lei un effetto galvanizzante, portandola a combattere contro la pena di morte.
Nel 1929 Edward Bernays decise di pagare le donne per fumare le loro "torce della libertà" mentre camminavano nella parata della domenica di Pasqua a New York. Questo fu uno shock perché fino a quel momento alle donne era permesso fumare solo in determinati luoghi, come nella riservatezza delle proprie case. Fu molto attento quando scelse le donne per marciare perché "anche se avrebbero dovuto essere belle, non dovevano sembrare troppo modelle", e assunse i suoi fotografi per assicurarsi che venissero scattate buone foto e poi pubblicate in tutto il mondo. La Hale chiese alle donne di unirsi alla marcia dicendo: “Donne! Accendete un'altra torcia di libertà! Combattete un altro tabù sessuale!" Una volta che il filmato fu pubblicato la campagna fu discussa ovunque e la marcia delle donne venne vista come una protesta per l'uguaglianza e accese discussioni in tutta la nazione ed è ancora conosciuta oggi. Il targeting delle donne in tale pubblicità del tabacco portò a tassi più elevati di fumo tra le donne. Nel 1923 le donne acquistavano solo il 5% delle sigarette vendute; nel 1929 tale percentuale salì al 12%, nel 1935 al 18,1%, raggiungendo un picco nel 1965 del 33,3% e rimanendo a questo livello fino al 1977.

## Gli ultimi anni e la morte
Sebbene la Hale fosse intelligente, impavida e onesta, è stata frustrata per tutta la vita dal suo stile troppo serio e spesso prepotente. Lo scrittore e avvocato Newman Levy, amico di lunga data di Hale e Broun, ricordava un aspro scambio tra Hale e una persona non identificata. L'avversario: "Il problema con te, Ruth, è che non hai senso dell'umorismo." La Hale: "Grazie a Dio non ho la maledizione del senso dell'umorismo".
Durante gli anni '20 e '30, la Hale continuò a scrivere, recensire libri per il Brooklyn Eagle e lavorare come addetto stampa teatrale. Era una figura di spicco nella comunità degli scrittori di New York e, con il marito, era un'associata della Tavola rotonda dell'Algonquin all'Hotel Algonquin.
Hale e Broun divorziarono silenziosamente in Messico nel novembre 1933, anche se i due rimasero intimi e continuarono a risiedere nella stessa proprietà nel Connecticut.
Dieci mesi dopo, nel settembre 1934, la Hale ebbe una febbre intestinale nella sua casa di Stamford. Broun portò di corsa la sua ex moglie al Doctor's Hospital nell'Upper East Side di Manhattan, ma era troppo tardi.
Morì il 18 settembre all'età di 47 anni. Fu sepolta nella sua città natale di Rogersville, nel Tennessee.

## Rappresentazione cinematografica
La Ruth Hale fu interpretata dall'attrice Jane Adams nel film del 1994 Mrs. Parker e il circolo vizioso.